# Відпустка не по-дитячому
«Відпустка не по-дитячому» («Maison de retraite 2») — французька кінокомедія 2024 року, знята режисером Клодом Зіді-молодшим.

## Сюжет
Ініціативний хлопець Мілан завідує притулком для пенсіонерів і сиріт, де люди похилого віку радісно уживаються з молоддю. Але лише до того дня, поки соціальні служби не закривають установу стараннями жадібної конкурентки. Мілану нічого не залишається, окрім як переселити мешканців у будинок відпочинку на півдні Франції, де їм доведеться навчитися ладнати з його нинішніми постояльцями.

## У ролях
- Кев Адамс: Мілан Руссо
- Джаррі: Альбан
- Брахім Булель: Дрісс
- Стефан Дебак: Клод Массон, директор «Лазурного берега»
- Луна Еспіноза: Клеманс Массон
- Анн Марівен: Рейн Монтрозьє
- Жан Рено: Лоренцо, мешканець «Лазурного берега»
- Даніель Прево: Альфред де Гонзаґе
- Ліліан Ровер: Сільветт Леру
- Фірман Рішар: Флерет Жан-Марі
- Мішель Йонаш: Альберт, театральний актор
- Енріко Масіас: Ріко, мешканець «Лазурного берега»
- Аманда Лір: Барбара ді Барбі, мешканка «Лазурного берега»
- Шанталь Ладесу: Даніель ді Ла Колонель, мешканка «Лазурного берега»
- Марі-Крістін Барро: Мадам Куртільє
- Клодетт Вокер: Маргаріта
- Зої Діово Чеккальді: Марго
- Мюріель Комбо: Мюріель, асистентка Рейн Монтрозьє
- Елоді Есме: Емма, дочка Барбі / Аафке
- Марта Віллалонга: Клодін Валеж
- Аксель Галлуа: Геран
- Ніколя Бушу: Мсьє Андре Латьєр
- Макс Лобжуа: пасажир у метро
- Ное Шаббат: Ноа
- Леонар Сіньоре: Бастьєн
- Софі Ваньє: Жюлін
- Адель Суссан: Аманда

## Знімальна група
- Режисер: Клод Зіді-молодший
- Сценарій: Кев Адамс, Елоді Есме
- Композитор: Жульєн Коен, Клод Морган
- Художник: Стефані Бертран-Каруссі
- Костюми: Саломе Кумец
- Оператор: Тьєррі Пуже
- Монтаж: Сандро Лавецці
- Продюсери: Еліза Суссан, Кев Адамс
- Співпродюсери: Рафаель Ґрібінскі, Стан Ваврінка